# Großer Grabkäfer
Der Große Grabkäfer oder Gestreifte Schulterläufer (Pterostichus niger) ist ein Käfer aus der Familie der Laufkäfer.

## Merkmale
Die Käfer werden 15 bis 21 Millimeter lang und haben einen glänzend schwarz gefärbten Körper. Nur die Fühler und die Tarsen sind leicht bräunlich gefärbt. Die Basis und der Vorderrand des breiten Halsschildes sind nahezu gleich breit. Die Deckflügel sind tief längsgerillt und haben ihre breiteste Stelle etwa im letzten Drittel. Die Tarsen sind auf der Unterseite nicht behaart. Das unterscheidet die Tiere vom ähnlichen Gemeinen Grabkäfer (Pterostichus melanarius), dessen Tarsen auf der Unterseite Haare aufweisen.

## Vorkommen
Die Tiere kommen in Europa und Asien, außer im hohen Norden, östlich über den Iran bis nach Sibirien, von tiefen Lagen bis ins Bergland bis in etwa 2.000 Meter Höhe vor. Dabei ist P. niger in Mitteleuropa eine der häufigsten Arten der Gattung, vor allem in höheren Lagen. Sie leben in Laubwäldern, auf Feldern, an Ufern von Gewässern und auch an der Küste unter Steinen, Rinde oder Moos.

## Lebensweise
Die nachtaktiven Imagines ernähren sich räuberisch und jagen am und auch im Boden verschiedene kleine Insekten, die noch vor dem Mund verdaut und ausgesaugt werden. Zudem wurde nachgewiesen, dass sie auch Eier und Jungtiere von Nacktschnecken fressen, wie der Spanischen Wegschnecke. 
Ihre Eier werden bei der Ablage mit Erde umhüllt. Die Larven, die sehr ähnlich leben wie die ausgewachsenen Käfer, verpuppen sich nach einigen Monaten in einer Puppenwiege im Boden. Die daraus schlüpfenden Käfer kommen im Herbst zum Vorschein und überwintern im Boden. Es gibt aber auch Larven, die überwintern.